# 笠井山トンネル
笠井山トンネル（かさいやまトンネル）は、岡山県岡山市北区の笠井山を貫く山陽自動車道のトンネル。山陽道では、山口県にある関戸トンネルに続いて2番目に距離が長い。

## 概要
- 上り線（神戸方面）長さ：3,197 m
- 下り線（広島・坂出方面）長さ：3,181 m

※トンネル距離数はトンネル入口手前に設置された標識の記載によるもの。

## 歴史
- 1993年（平成5年）12月16日 : 山陽自動車道・備前IC - 岡山IC間開通と同時に供用開始。
- 2009年（平成21年）9月5日 - 9月9日 : 下り線トンネルの天井板撤去工事が行われる。
- 2013年（平成25年）9月2日 - 9月5日 : 上り線トンネルの天井板撤去工事が行われる。
  - なお、この工事は、笹子トンネル天井板落下事故（2012年12月）の起こる前から計画されていたもの。（工事の入札は2012年10月22日付）その時の入札公告

## 隣
E2 山陽自動車道
(13) 山陽IC - 笠井山TN - (14) 岡山IC